# لورين برايس
لورين برايس (مواليد 25 يونيو 1994) هي ملاكمة ويلزية متحرفة وملاكمة هاوية وملاكمة كيك بوكسينغ ولاعب كرة قدم سابقة، حصلت على الميدالية الذهبية في الوزن المتوسط في أولمبياد 2020 والألعاب الأوروبية 2019 أثناء تمثيلها لبريطانيا العظمى. فازت بميدالية ذهبية في بطولة العالم 2019 والميدالية الذهبية في دورة ألعاب الكومنولث 2018، لتصبح أول امرأة ويلزية تفوز بميدالية الملاكمة في ألعاب الكومنولث.

## النشأة
ولدت برايس في نيوبورت، ويلز، لكنها نشأت في يستراد ميناخ، كايرفلي ورباها أجدادها. التحقت بمدرسة هيلدو الشاملة في بارجود. أبدت اهتمامًا كبيرًا بالعديد من الألعاب الرياضية فلعبت كرة القدم وكرة الشبكة والكيك بوكسينغ في سن العاشرة، وكان الأخير بعد تشجيع جدها. فازت برايس بالميدالية الفضية في الكيك بوكسينغ في بطولة العالم في أثينا عام 2007 عندما كان عمرها 13 عامًا وتنافست ضد منافسين يبلغ عمرهم ضعف عمرها، وأصبحت أصغر منافسة على الإطلاق في البطولات البريطانية. حصل على لقب بطلة العالم أربع مرات وبطلة أوروبا ست مرات في هذه الرياضة وتنافست لاحقًا في التايكوندو.

## كرة القدم

### النادي
لعبت في البداية مع ناشئي مدينة كارديف. كانت جزءًا من فريق النادي تحت 16 عامًا الفاز بالقسم الويلزي من كأس تيسكو عام 2010 وحصلت على لقب أفضل لاعبة في البطولة.
تقدمت إلى الفريق الأول في النادي وفازت بلقب الدوري الويلزي الممتاز لكرة القدم للسيدات خلال موسم 2012-13 بعد فوزها 5-2 على ريكسهام في المباراة الأخيرة من الموسم. حصل برايس على لقب أفضل لاعب في النادي خلال موسم فوزه باللقب. حصل برايس أيضًا على لقب أفضل لاعب في اتحاد كرة القدم في ويلز (FAW). ابتعدت برايس عن كرة القدم في عام 2014 قبل دورة ألعاب الكومنولث 2014 للتركيز على مسيرتها في الملاكمة.

### دولي
بعد أن قادت فريق ويلز تحت 19 عامًا، ظهرت برايس لأول مرة مع فريق ويلز الأول في 16 يونيو 2012 مكان سارة ويلتشير في الدقائق الأخيرة من المبارة مع جمهورية أيرلندا.

## الملاكمة
بدأت برايس الملاكمة ففي مراهقتها لكنها انخرطت في هذه الرياضة بشكل أكبر بعد مشاهدة المقاتلة البريطانية نيكولا آدامز تفوز بالميدالية الذهبية في دورة الألعاب الأولمبية الصيفية 2012 في لندن. شاركت في بطولة أوروبا للسيدات وبطولة العالم للشباب بعمر 1 عاما وحصلت على الميدالية البرونزية في كلاهما. أصبحت أول امرأة ويلزية تفوز بميدالية الملاكمة بعد فوزها على كاي سكوت في دورة ألعاب الكومنولث 2014 في ربع نهائي قسم الوزن المتوسط للسيدات لتضمن الميدالية البرونزية على الأقل. التقت بأريان فورتين في نصف النهائي لكنها هزمت.
حصلت على ميدالية برونزية أخرى في بطولة الملاكمة الأوروبية للهواة للسيدات 2016. فازت بالميدالية الذهبية في دورة ألعاب الكومنولث 2018 بعد فوزها على كايتلين باركر. فازت بالميدالية الذهبية في دورة الألعاب الأوروبية 2019 في مينسك، بيلاروسيا.
شاركت برايس في دورة الألعاب الأولمبية الصيفية 2020 في طوكيو، وفازت على الملاكمة الهولندية نوشكا فونتين في نصف نهائي الوزن المتوسط. أخذت الميدالية الذهبية بعد فوزها على الصينية لي تشيان مما جعلها أول ملاكم ويلزي يفوز بميدالية ذهبية أولمبية. حازت برايس وسام عضو رتبة الإمبراطورية البريطانية (MBE) في عام 2022.

## الحياة الشخصية
درست برايس تدريب وتطوير كرة القدم في جامعة جنوب ويلز. زوجها هو ملاكم وزن الريشة كاريس أرتينجستال.

## وصلات خارجية
- لورين برايس على موقع بوكس ريك (الإنجليزية) (registration required)
- لورين برايس على موقع الاتحاد الأوربي (الإنجليزية)
- لورين برايس على موقع قاعدة بيانات كرة القدم.إي يو (الإنجليزية)
- لورين برايس على موقع Soccerway.com (الإنجليزية)
- لورين برايس على موقع عالم كرة القدم.نت (الإنجليزية)
- لورين برايس على موقع اللجنة الأولمبية الدولية (الإنجليزية)
- لورين برايس على موقع أوليمبيديا (الإنجليزية)
- لورين برايس على موقع اللجنة الأولمبية البريطانية (الإنجليزية)
- لورين برايس على موقع اتحاد ألعاب الكومنولث (مؤرشف) (الإنجليزية)